# Johnny Baum
John "Jumpin' Johnny" Baum (nacido el 17 de junio de 1946 en Filadelfia, Pensilvania) es un exjugador de baloncesto estadounidense que jugó durante dos temporadas en la NBA, dos más en la ABA y otras 4 en la CBA. Con 1,96 metros de estatura, lo hacía en la posición de alero.

## Trayectoria deportiva

### Universidad
Jugó durante cuatro temporadas con los Owls de la Universidad de Temple en las que promedió 17,9 puntos y 12,0 rebotes por partido, conserva el récord de su universidad de más rebotes a lo largo de una carrera, con 1.042. En 1969 fue el artífice de la consecución del NIT por parte de los Owls, siendo el máximo anotador del equipo esa temporada, con 19,3 puntos por partido, y el máximo reboteador, con 13,3 rebotes.

### Profesional
Fue elegido en la vigésimo tercera posición del Draft de la NBA de 1969 por Chicago Bulls, y también por los Utah Stars en el draft de la ABA, fichando por los primeros. Previamente había sido elegido en el Draft de la NBA de 1968 por Los Angeles Lakers en la posición 187. En su primera temporada apenas disputó 3 partidos debido a sus lesiones. Ya al año siguiente jugó de manera regular, aunque fue uno de los últimos hombres del banquillo, promediando 4,6 puntos y 2,0 rebotes en poco más de 8 minutos por partido.
En 1971 cambia de liga, fichando por los New York Nets de la ABA, donde en las dos temporadas que permanece en el equipo tampoco tiene demasiadas opciones de juego. En 1973 es enviado a Memphis Tams junto con Jim Ard a cambio de los derechos de Larry Kenon. Allí jugaría sus mejores partidos como profesional, promediando 8,0 puntos y 3,7 rebotes, que no le sirvieron para obtener la confianza de su entrenador, siendo cortado antes del final de la temporada. Fichó entonces por los Indiana Pacers, donde jugó los últimos partidos de la temporada regular y los play-offs.
Los últimos cuatro años de su carrera deportiva los pasó en la CBA, jugando dos temporadas con los Hazleton Bullets y otras dos con los Allentown Jets.

## Estadísticas de su carrera en la NBA y la ABA

### Temporada regular
| Temporada | Edad | Equipo         | Liga  | P   | TIT | MIN  | TC  | TCA | %TC  | 3P  | 3PA | %3P  | TL  | TLA | %TL  | R.OF. | R.DEF. | REB | ASIS | ROB | TAP | PER | FP  | PTS |
| 1969-70   | 23   | Chicago Bulls  | NBA   | 3   |     | 4.3  | 1.0 | 3.7 | .273 |     |     |      | 0.0 | 0.0 |      |       |        | 1.3 | 0.0  |     |     |     | 0.3 | 2.0 |
| 1970-71   | 24   | Chicago Bulls  | NBA   | 62  |     | 8.8  | 2.0 | 4.7 | .420 |     |     |      | 0.6 | 0.9 | .690 |       |        | 2.0 | 0.5  |     |     |     | 0.9 | 4.6 |
| 1971-72   | 25   | New York Nets  | ABA   | 44  |     | 12.5 | 2.3 | 3.9 | .606 | 0.0 | 0.0 |      | 0.9 | 1.2 | .788 | 1.2   | 1.8    | 3.1 | 0.4  |     |     | 0.5 | 1.7 | 5.6 |
| 1972-73   | 26   | New York Nets  | ABA   | 75  |     | 14.3 | 2.9 | 5.8 | .505 | 0.0 | 0.0 | .000 | 1.4 | 1.9 | .748 | 1.0   | 1.7    | 2.7 | 0.4  |     |     | 1.0 | 1.3 | 7.3 |
| 1973-74   | 27   | TOTAL          | ABA   | 60  |     | 20.3 | 3.0 | 6.7 | .450 | 0.0 | 0.0 |      | 0.8 | 1.0 | .820 | 1.4   | 2.0    | 3.4 | 1.0  | 0.6 | 0.3 | 0.8 | 1.7 | 6.8 |
| 1973-74   | 27   | Memphis Tams   | ABA   | 47  |     | 23.5 | 3.5 | 7.7 | .448 | 0.0 | 0.0 |      | 1.0 | 1.2 | .842 | 1.5   | 2.3    | 3.7 | 1.3  | 0.6 | 0.3 | 0.9 | 1.8 | 8.0 |
| 1973-74   | 27   | Indiana Pacers | ABA   | 13  |     | 8.7  | 1.3 | 2.8 | .472 | 0.0 | 0.0 |      | 0.2 | 0.3 | .500 | 0.9   | 1.0    | 1.9 | 0.2  | 0.5 | 0.2 | 0.5 | 1.3 | 2.8 |
| Total     |      |                | TOTAL | 244 |     | 13.9 | 2.6 | 5.4 | .480 | 0.0 | 0.0 | .000 | 1.0 | 1.3 | .758 | 1.2   | 1.8    | 2.7 | 0.6  | 0.6 | 0.3 | 0.8 | 1.4 | 6.1 |
|           |      |                | ABA   | 179 |     | 15.9 | 2.8 | 5.6 | .500 | 0.0 | 0.0 | .000 | 1.1 | 1.4 | .773 | 1.2   | 1.8    | 3.0 | 0.6  | 0.6 | 0.3 | 0.8 | 1.5 | 6.7 |
|           |      |                | NBA   | 65  |     | 8.6  | 1.9 | 4.7 | .414 |     |     |      | 0.6 | 0.9 | .690 |       |        | 2.0 | 0.5  |     |     |     | 0.9 | 4.5 |

### Playoffs
| Temporada | Edad | Equipo         | Liga  | P  | MIN | TCA | TC  | 3PA | 3P | TLA | TL | R.OF. | REB | ASIS | ROB | TAP | PER | FP | PTS | %TC  | %3P | %FT   | MIN  | PTS  | REB | AST |
| 1970-71   | 24   | Chicago Bulls  | NBA   | 2  | 5   | 0   | 0   |     |    | 0   | 0  |       | 1   | 0    |     |     |     | 2  | 0   |      |     |       | 2.5  | 0.0  | 0.5 | 0.0 |
| 1971-72   | 25   | New York Nets  | ABA   | 17 | 302 | 59  | 107 | 0   | 0  | 10  | 16 |       | 72  | 7    |     |     | 21  | 34 | 128 | .551 |     | .625  | 17.8 | 7.5  | 4.2 | 0.4 |
| 1972-73   | 26   | New York Nets  | ABA   | 5  | 191 | 41  | 78  | 0   | 0  | 12  | 17 | 10    | 21  | 4    |     |     | 8   | 20 | 94  | .526 |     | .706  | 38.2 | 18.8 | 4.2 | 0.8 |
| 1973-74   | 27   | Indiana Pacers | ABA   | 11 | 107 | 17  | 32  | 0   | 0  | 6   | 6  | 8     | 20  | 2    | 5   | 1   | 5   | 12 | 40  | .531 |     | 1.000 | 9.7  | 3.6  | 1.8 | 0.2 |
| Total     |      |                | TOTAL | 35 | 605 | 117 | 217 | 0   | 0  | 28  | 39 | 18    | 114 | 13   | 5   | 1   | 34  | 68 | 262 | .539 |     | .718  | 17.3 | 7.5  | 3.3 | 0.4 |
|           |      |                | ABA   | 33 | 600 | 117 | 217 | 0   | 0  | 28  | 39 | 18    | 113 | 13   | 5   | 1   | 34  | 66 | 262 | .539 |     | .718  | 18.2 | 7.9  | 3.4 | 0.4 |
|           |      |                | NBA   | 2  | 5   | 0   | 0   |     |    | 0   | 0  |       | 1   | 0    |     |     |     | 2  | 0   |      |     |       | 2.5  | 0.0  | 0.5 | 0.0 |